# Kvichak-folyó
A Kvichak-folyó 97 km hosszú folyó az Amerikai Egyesült Államok Alaszka államának déli részén, a Lake Clark Nemzeti Parkon belül, azon a környéken, ahol az Alaszkai-félsziget  és az alaszkai szárazföld találkozik. A Kvichak-folyó a Iliamna-tóból ered és a Bristol-öböl egyik mellékágába, a Kvichak-öbölbe torkollik. Mellékfolyói az Alagnak (Alagnak River) és a Nonvianuk (Nonvianuk River).

## Jellemzői
A Kvichak-folyó mentén fekszik Levelock és Igiugig település. A folyó teljes hosszán hajózható, és rövid átjutást biztosít a Cook Inlet és a Bristol-öböl között az Iliamna-tavon keresztül. A folyó neve az őslakosok nyelvén azt jelenti, hogy „fel, a nagy vizek felé”. A folyó lazacban gazdag.